# Patrick McCranc
Patrick McCranc (& his Royal Canaries) ist eine Rockband aus Mittelfranken.

## Geschichte
Die musikalischen Wurzeln finden sich bei Bands und Künstlern wie Leonard Cohen, The Rolling Stones, Manic Street Preachers, Oasis, Jimmy Eat World, Jet und Mando Diao.
„Patrick McCranc“ wählte der frühere Frontmann von Earthquake erstmals 2005, um sein Solo-Akustik-Rock-Projekt zu benennen. Im Gründungsjahr wurde die auf 200 Stück limitierte EP mit fünf Titeln Better than Adam Green aufgenommen.
In den Jahren 2006 bis 2009 entwickelte sich das Projekt mit dem Suicide Sixpac Schlagzeuger Chrissi Rakete zum Rock-’n’-Roll-Duo. Ende 2009 wurde das Studioalbum Are not Good as Well innerhalb von vier Tagen in einem historischen Schulhaus aufgenommen.
Ab Januar 2010 fand eine musikalische Weiterentwicklung statt. Erstmals findet sich der Kriegerreich-Bassist Pete „the Beaver“ am Schlagzeug. Ab Juli ergänzte Til Morning die Band mit einem dreimonatigen Gastspiel am Bass.
Die heutige Besetzung besteht aus Patrick McCranc (Gitarre, Gesang, Mundharmonika), Pete „the Beaver“ (Schlagzeug) und Lé Maks (E-Bass).
Die Band hatte seit Gründung Auftritte in Deutschland, u. a. im Kulturzentrum Backstage München, Titel ihrer CDs wurden bei Star FM und M94,5 gesendet. Seit Dezember 2012 ist Patrick McCranc beim Münchner Label In Bloom Records unter Vertrag, welches das aktuelle Album Royal Canaries in Deutschland, Österreich und der Schweiz vertreibt.

## Diskografie
- 2006: Better than Adam Green (EP)
- 2009: Are not Good as Well (Album)
- 2012: Royal Canaries (Album)